# 700

## Събития
- Начало на управлението на хан Тервел.

## Починали
- Умира хан Аспарух, вероятно в битка с хазарите и е наследен от Хан Тервел.